# فترة محيطة بالجراحة
الفترة المحيطة بالجراحة، أو الفترة المحيطة، هي المدة الزمنية التي تستغرقها الإجراءات الجراحية للمريض؛ وتتضمن عادةً دخول المريض إلى المشفى مرورًا بمرحلة التخدير والجراحة والنقاهة. وتشير الفترة المحيطة بالجراحة عمومًا إلى المراحل الثلاث لأية عمليةٍ جراحية وهي: ما قبل الجراحة، وأثناء الجراحة، وما بعد العملية الجراحية.  والهدف من الرعاية المقدمة في هذه الفترة هو توفير أفضل ظروف للمرضى قبل العملية وخلالها وبعدها.

## الفترة المحيطة بالجراحة
رعاية الفترة المحيطة بالجراحة هي الرعاية التي يتم منحها قبل العملية الجراحية وخلالها وبعدها. وتتوفر في المستشفيات أو المراكز الجراحية الملحقة بالمستشفيات أو في المراكز الجراحية المستقلة أو في مكاتب مقدمي الرعاية الصحية. وفي هذه الفترة يتم إعداد المريض نفسيًا وجسديًا لإجراء العملية الجراحية وما يليها. وفي الجراحات الطارئة، يمكن أن تكون هذه الفترة قصيرةً وحتى قد لا يدركها المريض، أما بالنسبة للعمليات الجراحية الاختيارية فيمكن أن تكون «فترة ما قبل الجراحة» طويلة جدًا. ويتم استخدام المعلومات التي يتم الحصول عليها خلال تقييم الفترة المحيطة كأساسٍ لخطة الرعاية المخصصة للمريض.

## المراحل

### ما قبل الجراحة
في هذه المرحلة يتم إجراء الاختبارات الطبية، وتتم أيضًا محاولة الحد من القلق المصاحب لما قبل العملية كما يمكن أن تشمل صيام ما قبل الجراحة.

### مرحلة الجراحة
تبدأ فترة العملية الجراحية عندما يتم نقل المريض إلى سرير غرفة العمليات وتنتهي عندما يتم نقل المريض إلى وحدة الإفاقة (PACU). وخلال هذه الفترة، يتم وضع المريض تحت المراقبة، ويكون تحت تأثير المخدر، كما يتم إعداده، وإلباسه ثوب الجراحة، وأخيرًا يتم إجراء العملية. وتركز خدمات التمريض خلال هذه الفترة علي السلامة والوقاية من العدوى والاستجابة الفسيولوجية إلى التخدير. كذلك يمكن في هذه الفترة إجراء  العلاج الإشعاعي وتنقية الدم.
وأثناء عملية استخراج المياه البيضاء، قد تحدث متلازمة القزحية المرنة أثناء العملية، وأثناء جراحة الأورام قد يتم تبادل مشاورات أثناء الجراحة.

### ما بعد الجراحة
تبدأ فترة ما بعد الجراحة عندما يتم نقل المريض إلي وحدة الإفاقة وتنتهي عند زوال مضاعفات الجراحة. وغالبًا ما تنتهي هذه الفترة بعيدًا عن رعاية الفريق الجراحي. ونادرًا ما يتم توفير رعايةٍ ممتدةٍ للمريض بعد خروجه من وحدة الإفاقة.

## وصلات خارجية
- AORN - Association of periOperative Registered Nurses
- AfPP - Association for Perioperative Practice
- Evidence Based Perioperative Medicine